# Megachile heteroscopa
Megachile heteroscopa är en biart som beskrevs av Cockerell 1937. Megachile heteroscopa ingår i släktet tapetserarbin, och familjen buksamlarbin. Inga underarter finns listade i Catalogue of Life.